# Евгени Матинчев
Евгени Кирилов Матинчев е български политик и депутат от ДПС.

## Биография

### Ранен живот и образование
Евгени Матинчев е роден на 20 август 1939 г. в София, Царство България. През 1962 г. завършва ВИИ „Карл Маркс“ със специалност „Финанси, отчетност и финансов контрол“. Започва работа като финансов ревизор към Софийския градски народен съвет. Бил е старши икономист към отдел „Финансиране на капиталните вложения“ на Министерството на финансите. От 1967 до 1972 е задочен аспирант на Варненския икономическия университет. Между 1968 и 1970 е началник-отдел „Организация на труда и работната заплата“ в Генералната дирекция на ДСО „Транстрой“.

### Професионална и политическа кариера
Между 1968 и 1976 е хоноруван преподавател във Университет по архитектура, строителство и геодезия (УАСГ). От 1975 до 1986 година е секретар на Съвета по управление на обществените отношения към Държавния съвет на НРБ. През 1980 година специализира в Париж „Управление на информационните процеси в крупни икономически системи“. В два периода е старши съветник по въпросите на социалната политика в Народното събрание (1987-1991; 1994-1997). В периода 1992-1994 е заместник-председател на Министерския съвет и министър на труда и социалните грижи. Между 1995 и 2007 година влиза в редиците на партия „Движение за социален хуманизъм“ (ДСХ).